# Legame fosfodiesterico

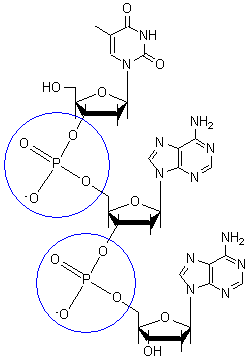
Rappresentazione di legami fosfodiesterici tra nucleotidi in un filamento di DNA

Il legame fosfodiesterico (o fosfodiestereo) è un tipo di legame covalente in cui un atomo di fosforo è collegato a due altre molecole tramite due legami esteri. 
Questo legame svolge un ruolo essenziale nel determinare la struttura degli acidi nucleici come il DNA e l'RNA.  
In particolare, vi sono 2 nucleotidi: 
(Primo nucleotide) sullo zucchero  in posizione 3' del carbonio è presente un gruppo ossidrile;
(Secondo nucleotide) sullo zucchero in posizione 5' del carbonio è presente un gruppo fosfato, a cui è legato un gruppo ossidrile.
Tra i 2 gruppi ossidrilici avviene una reazione di condensazione: viene rimossa H2O e i 2 nucleotidi si uniscono.
Il gruppo fosfato che è parte di questo legame sarà molto carico negativamente: avendo un pKa prossimo allo zero il gruppo avrà circa due cariche negative a pH 7 (il pH fisiologico). Grazie a questi gruppi, lo scheletro del DNA è ricco di cariche negative e potrà avere interazioni elettrostatiche con proteine (istoni, DNA polimerasi, etc.), metalli (zinco, magnesio, etc.) e molecole inorganiche (poliammine) carichi positivamente. Queste interazioni sono alla base di importanti processi biologici quali la replicazione, la condensazione del DNA, ecc.

## Formazione e rottura del legame
Il legame fosfodiesterico si forma nel processo di polimerizzazione di un acido nucleico, che comporta l'unione di più nucleotidi (desossiribonucleotidi per il DNA) a formare la catena. I substrati che permettono tale reazione sono di solito i desossiribonucleosidi trifosfati, molecole ad alto contenuto energetico: grazie a specifici enzimi si produce l'energia sufficiente per formare il legame attraverso la scissione del NTP nel nucleotide da legare e in due gruppi fosfato (pirofosfato). La formazione del legame partendo da nucleosidi difosfato (NDP) è possibile ma meno efficace. Tra gli enzimi più importanti che catalizzano tali reazioni si hanno le DNA polimerasi e le RNA polimerasi e la DNA ligasi.      
Il legame può essere idrolizzato dall'azione delle fosfodiesterasi che giocano un ruolo importante nei processi di riparazione del DNA (3' fosfodiesterasi), ma anche della sua organizzazione tridimensionale (topoisomerasi). Nei sistemi biologici il legame  tra due ribonucleotidi (quindi nell'RNA, non nel DNA) può anche essere rotto per idrolisi alcalina grazie alla presenza di un gruppo ossidrile libero in 2'.
Altre molecole di importanza biologica che contengono legami fosfodiesterici sono i nucleotidi ciclici (AMP ciclico) e gli acidi teicoici.